# Dasypolia afghana
Dasypolia afghana är en fjärilsart som beskrevs av Charles Boursin 1968. Dasypolia afghana ingår i släktet Dasypolia och familjen nattflyn. Inga underarter finns listade i Catalogue of Life.